# Balekerto
Balekerto is een bestuurslaag in het regentschap Magelang van de provincie Midden-Java, Indonesië. Balekerto telt 3316 inwoners (volkstelling 2010).